# 杜遺
杜遺（？—453年），魏郡邺县（今河北省邯郸市临漳县）人，北魏的外戚，密皇后杜氏（魏太武帝的生母）、杜超的从弟。
杜超薨後，太武帝授杜遺侍中、安南將軍、開府、相州刺史。入為內都大官，進爵廣平公。杜遺個性忠厚，歷任州郡，所在都有好名声。興安元年（452年）十二月戊寅，魏文成帝進建業公陸俟爵為東平王，進廣平公杜遺爵為廣平王。興安二年（453年）正月辛巳，廣平王杜遺薨，進其子司空杜元寶爵為京兆王。贈太傅，諡号宣王。